# Multimar Wattforum
Multimar Wattforum er nationalparkens informationscenter i Tønning i Nordfrisland. På dansk omtales centret mest som Multimar Vadehavsforum. Vadehavsforum blev åbnet i 1999 og formidler viden om både biologiske og kulturelle sammenhænge i vadehavsregionen. Ud over udstillinger omhandlende vadehavet rummer museet også flere akvarier og et tidevandsbassin. På vadehavscentrets hvalhus er der opstillet et 17,5 meter lang skelet af en kaskelothval, som strandede ved Rømø i 1997. 